# Notosaures
|  | Aquest article tracta sobre l'ordre. Si cerqueu el gènere, vegeu «Notosaure». |

Els notosaures (Nothosauria) són un ordre extint de rèptils sauropterigis que tingueren una distribució cosmopolita durant el Triàsic, fa entre 201,3 i 251,3 milions d'anys. Se n'han trobat restes fòssils a Alemanya, l'Aràbia Saudita, Àustria, Espanya, França, Hongria, Israel, Itàlia, Luxemburg, Nova Zelanda, Polònia, el Regne Unit i la Xina.